# زنیکه‌های چاق
زنیکه‌های چاق (به انگلیسی: Fat Slags) یک فیلم مستقل کمدی بریتانیایی محصول سال ۲۰۰۴ که بر اساس شخصیت‌های کمیک ویز به همین نام ساخته شده‌است. سازندگان هیچ کنترلی بر روی فیلم نداشتند. علی‌رغم محبوبیت نسبی کمیک استریپ و فیلم‌های مشهور آن، این فیلم توسط منتقدان مورد توجه قرار گرفت.

## بازیگران
- فیونا آلن در نقش ساندرا "سان" برک
- سوفی تامپسون در نقش تریسی "تری" تونستال
- جری اوکانل در نقش شان کولی
- آنتونی هد در نقش ویکتور لانگ
- جری هالیول در نقش پیج
- جیمز دریفوس در نقش فیدور اولریش کوزیمو کنستانتین
- نائومی کمبل به عنوان دستیار فروش
- انگس دیتن در نقش موریس مسئول پذیرش هتل
- هیو دنیس و استیو پونت به عنوان افسران مهاجرت
- لس دنیس در نقش ام سی
- سایمن فارنابی به عنوان یک متخصص بطن
- تام گودمن-هیل در نقش بری اسکویت
- هنری میلر در نقش دیو
- مایکل گرکو در نقش نیارخوس
- ایمون هولمز در نقش خودش
- دیوید اشنایدر در نقش تانر
- تیمور احمد در نقش دو گارسون
- هلن لدرر در نقش یک زن هیستریک
- رالف لیتل در نقش شیرفروش
- جان تامسون در نقش سرکارگر
- دولف لاندگرن در نقش رندی[۳]
- آلیسون کینگ به عنوان مسئول پذیرش

## بازخوردها
این فیلم تقریباً به اتفاق آرا نقدهای منفی دریافت کرد و توسط منتقدان مورد بررسی قرار گرفت.

## داستان
این فیلم ماجراهای (نادرست) ساندرا (فیونا آلن) و تریسی (سوفی تامپسون) را روایت می‌کند که زنیکه‌های چاق معروف و مبتذل این عنوان هستند. این زوج زادگاهشان فولچستر را به مقصد لندن ترک می‌کنند و راه خود را به سوی شهرت و ثروت می‌چرخانند. در روزی که آنها به لندن می‌رسند، شان کولی (جری اوکانل)، میلیاردر مشهور بین‌المللی، ضربه‌ای به سرش وارد می‌شود که او را موقتاً دیوانه می‌کند. هنگامی که او ساندرا و تریسی را در یک برنامه چت روزانه مشاهده می‌کند، به چشم‌انداز بزرگتر از زندگی آنها علاقه پیدا می‌کند و …

## تولید
در آگوست ۲۰۰۳، اعلام شد که قرار است فیلمبرداری اقتباسی از Fat Slags در تاریخ ۱۰ اوت آغاز شود. Fat Slags بخشی از موجی از کمدی‌های جنسی بود که قرار بود در بریتانیا در کنار فیلم‌های دیگری مانند زندگی جنسی مردان سیب زمینی، مدرسه برای اغوا، و تلاش برای احیای ادامه بده که به زودی لغو شد، در بریتانیا تولید شود.